# Port Angeles, Washington
Port Angeles là một thành phố và là quận lỵ của quận Clallam, Washington, Hoa Kỳ. Với dân số 19.038 người theo thống kê 2010, đây là thành phố lớn nhất quận. Dân số ước tính là 19.448 người năm 2015 theo Cục quản lý tài chính (Office of Financial Management).
Hải cảng thành phố được nhà khám phá người Tây Ban Nha Francisco de Eliza đặt tên Puerto de Nuestra Señora de los Ángeles (Hải cảng Đức Mẹ của Thiên sứ) năm 1791. Tới thế kỷ 19, sau sự định cư của cộng đồng Anh ngữ, cái tên được Anh hóa và rút ngắn một phần như ngày nay, Port Angeles Harbor.